# Steatoda kuytunensis
Steatoda kuytunensis är en spindelart som beskrevs av Zhu 1998. Steatoda kuytunensis ingår i släktet vaxspindlar, och familjen klotspindlar. Inga underarter finns listade i Catalogue of Life.